# Michael Umlauf
Michael Umlauf (9 de agosto de 1781, Viena-20 de junio de 1842, Baden bei Wien), conocido también como Michael Runde, fue un compositor austriaco y desde 1815 maestro de capilla en el Kärntnertortheater de Viena. 
Fue hijo del compositor Ignaz Umlauf y se convirtió en director de los dos teatros de la corte de Viena junto a Ludwig van Beethoven, dirigió el estreno de la 9ª sinfonía de Beethoven el 7 de mayo de 1824. Su hermana Elisabeth Hölzel (de soltera Umlauf) tuvo una carrera de contralto y su sobrino Gustav Hölzel fue un importante barítono bajo.

## Biografía

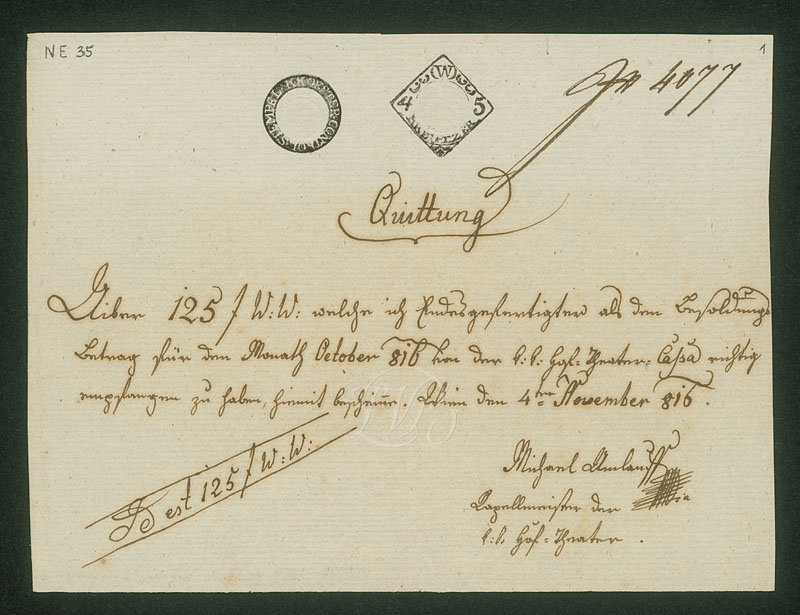
Recibo del Kapellmeister Umlauf en el Court Theatre, octubre de 1816.

Umlauf nació en Viena. A temprana edad se convirtió en violinista en la orquesta de la corte de Viena. Sus primeras composiciones conocidas fueron una serie de partituras de ballet para teatros de la corte con fecha de 1804. Está incluido en los archivos del teatro de 1809 como Diputado Kapellmeister Adalbert Gyrowetz. El nombre de Umlauf se asocia especialmente con el de Ludwig van Beethoven, cuyas obras dirigió en numerosas ocasiones. En 1814 lideró la creación de la revisión final de Fidelio. En las de 1815 había avanzado del cuarto puesto en Kapellmeister al sexto en el Kärntnertortheater. Nueve años más tarde, dirigió el estreno de la Novena Sinfonía de Beethoven el 7 de mayo de 1824. Umlauf se retiró en 1825 durante el tiempo de Barbaia de la dirección de la Ópera de la Corte y se postuló sin éxito para el puesto de segundo Kapellmeister en Stephansdom. Fue antes de 1840 cuando reapareció, esta vez como director musical de dos teatros de la corte, pero su larga ausencia lo había desconectado bastante de la realidad y pronto se retiró nuevamente, para morir poco después en Baden, cerca de Viena.

## Composiciones
Michael Runde compuso varias obras escénicas. De sus ballets, el "Anacreontic Divertissement" La venganza de Amor se estrenó en el Kärntnertortheater en 1804, en 1806 la obra en un acto Los juegos de París en el monte Ida y Paul and Rosette o The Vintners , su pieza más exitosa durante su vida. La primera representación del postludio de la celebración de Schiller siguió en 1808 en el Burgtheater de Viena, donde en 1812 El granadero alemán o La medalla y en 1819 El asedio de Solothurn también se representaron por primera vez. Se desconoce cuándo y dónde se representó por primera vez La Taberna de Granada (creada en 1812).